# NBA All-Star Game 1957
Le NBA All-Star Game 1957 s’est déroulé le 15 janvier 1957 au Boston Garden de Boston. Les All-Star de l’Est ont battu les All-Star de l’Ouest 109 à 97. Bob Cousy (Celtics de Boston) a été élu MVP.

## Effectif All-Star de l’Est
- Bob Cousy (Celtics de Boston)
- Tom Heinsohn (Celtics de Boston)
- Carl Braun (Knicks de New York)
- Dolph Schayes (Syracuse Nationals)
- Paul Arizin (Warriors de Philadelphie)
- Neil Johnston (Warriors de Philadelphie)
- Bill Sharman (Celtics de Boston)
- Harry Gallatin (Knicks de New York)
- Jack George (Warriors de Philadelphie)
- Nat Clifton (Knicks de New York)

## Effectif All-Star de l’Ouest
- Bob Pettit (Saint-Louis Hawks)
- Maurice Stokes (Rochester Royals)
- Ed Macauley (Saint-Louis Hawks)
- Vern Mikkelsen (Minneapolis Lakers)
- Slater Martin (Saint-Louis Hawks)
- George Yardley (Fort Wayne Pistons)
- Dick Garmaker (Minneapolis Lakers)
- Jack Twyman (Rochester Royals)
- Mel Hutchins (Fort Wayne Pistons)
- Richie Regan (Rochester Royals)